# 널뛰기

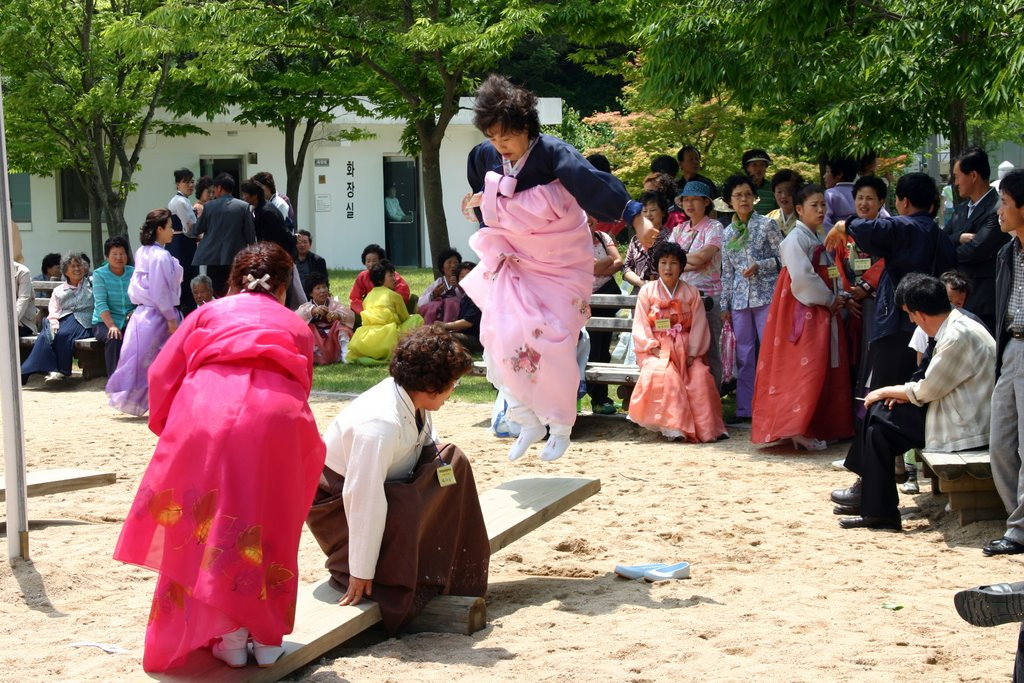

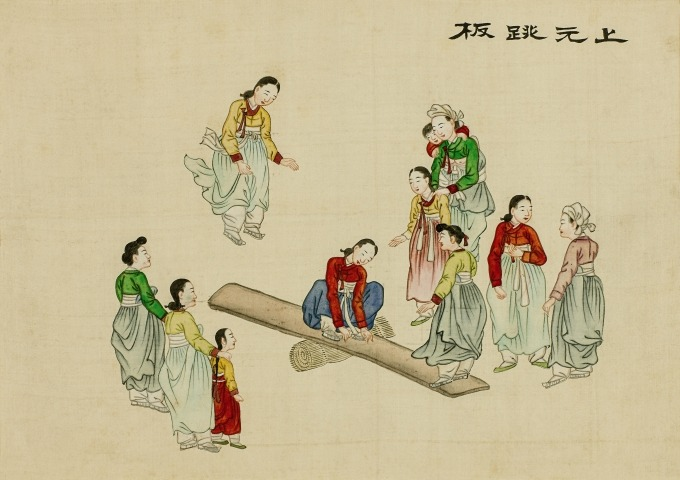
김준근이 그린 널뛰기 풍속화

널뛰기는 정초에 여성들이 즐겨하는 한국의 민속놀이이다. ‘초판희(超板戱)·판무(板舞)·도판희(跳板戱)’라고도 한다. 설날 또는 단오 때 부녀자들이 벌이는 대표적인 민속 놀이로, 길이 약 7자(212cm), 너비 1자 8치(54.5cm)인 길다란 널빤지의 중앙 아래쪽에 가마 또는 짚묶음을 뭉쳐 괴고 널빤지의 양끝에 한 사람씩 올라서서 마주보고 구르면서 뛰어오르는 놀이이다.

## 유래
널뛰기의 유래에 대하여는 고찰할 자료가 정확히 없어서, 일부에서는 고려시대부터 전승되었을 것으로 추정된다고 하지만 근거는 없다. 널뛰기와 똑 같은 놀이가 알라스카 원주민의 전통놀이인 점을 고찰하면 수천년전 동북아시아 고대로부터 유래되었다고 봐야한다. 고려시대 여성들은 말타기·격구(擊毬) 같은 활달한 운동을 하였다는 기록이 있어, 널뛰기 역시 놀이의 성격으로 보아 당시의 여성들이 즐겼을 것으로 짐작된다. 혹자는 조선시대 부녀자들은 주로 집안에서 갇혀 살았기 때문에 널뛰기로 공중 높이 뛰어올라 담장 밖의 세상을 살펴보았다고 하지만 전통 민속도를 보면 야외에서도 많이 행하여진 점을 볼때 근거가 없어보인다.

## 널뛰기에 얽힌 속설
- 처녀 시절에 널을 뛰지 않으면 시집을 가서 아기를 낳지 못한다.
- 정초에 널뛰기를 하면 일 년 중 가시에 찔리지 않고 지낼 수 있다.

## 준비물
널빤지, 멍석, 널 뛸 사람 두 명, 널 중앙에 서 있을 사람, 널 뛰는 사람을 보조해줄 사람이 필요하다.

## 놀이 방법
멍석을 말아서 널빤지 밑에 넣어 가운데 오게 하고, 널빤지 한쪽 끝을 한 사람이 밟고 선다. 먼저 올라선 사람이 널빤지 끝에서 널판을 구르며 튀어 오르면 반대편에서도 널판을 딛고 튀어 오른다. 이렇게 두 사람이 번갈아 발로 널판을 구르며 뛰는 행위가 반복되는 놀이이다.

## 같이 보기
- 시소

## 참고 문헌
- 이 문서에는 다음커뮤니케이션(현 카카오)에서 GFDL 또는 CC-SA 라이선스로 배포한 글로벌 세계대백과사전의 내용을 기초로 작성된 글이 포함되어 있습니다.